# Ascidonia
Ascidonia is een geslacht van kreeftachtigen uit de klasse van de Malacostraca (hogere kreeftachtigen).

## Soorten
- Ascidonia californiensis (Rathbun, 1902)
- Ascidonia flavomaculata (Heller, 1864)
- Ascidonia miserabilis (Holthuis, 1951)
- Ascidonia pusilla (Holthuis, 1951)
- Ascidonia quasipusilla (Chace, 1972)